# Рудняха
Рудняха — деревня Новоржевском районе Псковской области. Входит в состав Жадрицкой волости.
Расположена в 19 км к юго-западу от райцентра, города Новоржев, и в 2 км к северу от волостного центра, деревни Жадрицы.
Численность населения деревни по состоянию на 2000 год составляла 32 жителя.